# 永仲嘎瓦
永仲嘎瓦（藏語：དཡུང་དྲུང་དགའ་བ，威利转写：g.yung drung dgav ba，1937年1月—2007年12月24日），男，藏族，西藏巴青县人，藏传佛教喇嘛、中华人民共和国政治人物。

## 生平
永仲嘎瓦生于西藏巴青县。1942年到1956年6月在西藏巴青县鲁普寺任活佛、堪布。1956年6月到1959年9月，历任西藏巴青县解放委员会主任、西藏自治区筹备委员会委员。1959年9月到1962年2月，担任中国佛教协会常务理事、中国佛教协会西藏分会常务理事、西藏自治区政协委员。
1962年2月到1982年10月，任西藏自治区那曲专区宗教委员会副主任、那曲地区政协副主席。1982年10月到1993年1月，任西藏自治区那曲地区宗教委员会副主任、那曲地区政协副主席、中国佛教协会西藏分会副会长。1993年1月到2003年10月，任西藏自治区人大常委会副主任、中国佛教协会西藏分会副会长。2003年10月，任西藏自治区人大常委会副主任、中国佛教协会第七届理事会常务理事。永仲嘎瓦曾任第六届、七届全国政协委员，第九届、十届全国人大代表。
2007年12月24日，永仲嘎瓦在拉萨病逝，享年71岁。